# Короткошипая рыба-ёж
Короткошипая рыба-ёж (лат. Diodon liturosus) — вид морских лучепёрых рыб семейства двузубых. Распространена в Индо-Тихоокеанском регионе: от Восточной Африки до Японии и Нового Южного Уэльса. В Юго-Восточной Атлантике: у побережья Южной Африки. Обитает на склонах рифов. Днем проводит время в укрытиях, ночью выходит для кормления. Встречаются на глубине до 90 метров. Молодь обитает в лагунах и эстуариях.

## Описание
Diodon liturosus — это рыба среднего размера до 65 см в длину, но обычно встречается 45 см. Тело, удлинённое со сферической головой и большими круглыми выступающими вперед глазами. Плавники однородного белого или светло-желтого цвета. Тело светлого песчаного или светло-коричневого цвета. На теле короткие шипы. В момент опасности рыба-ёж раздувается, поглощая воду выпуская свои шипы в разные стороны. В шипах, а также печени, коже и внутренних органах имеется яд тетродотоксин.
Необходимые параметры для содержания: аквариум объемом от 300 литров на особь, температура воды 24-28 градусов, pH 8.1 — 8.4, умеренное течение, необходима хорошая фильтрация и подмена воды с регулярностью — 25 % в месяц.

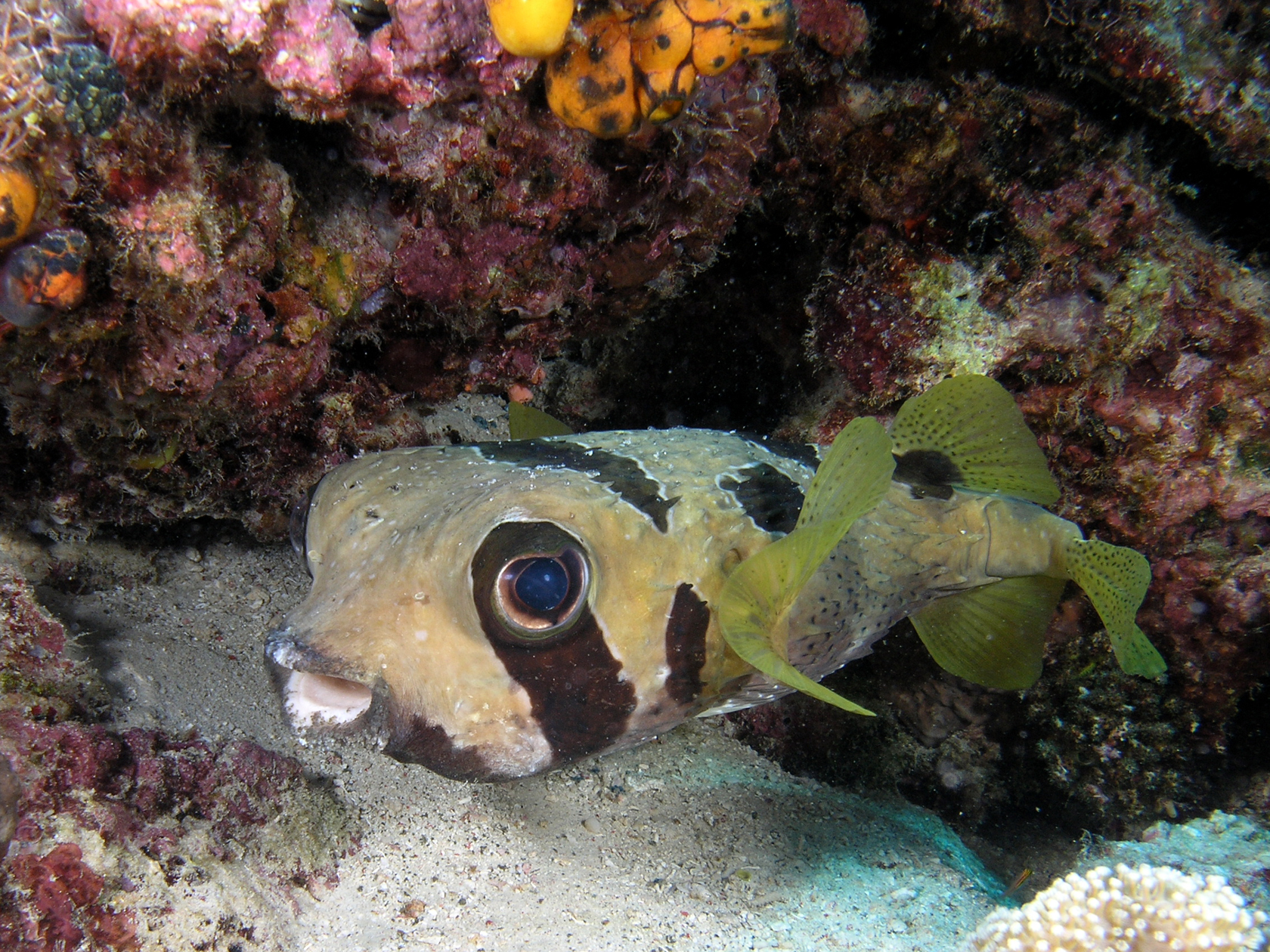
Короткоиглая рыба-ёж в парке Комодо

Рыба-еж короткошипый является плотоядной рыбой, поэтому кормить рыбку нужно живыми и замороженными животными кормами, такими как мотыль, креветки, фарш.
Полуагрессивная рыба. Любая рыбка по размеру меньшее ее будет восприниматься как пища. Можно селить с более крупной рыбой чем она сама. Для рифового аквариума не рекомендуется.